# 0345

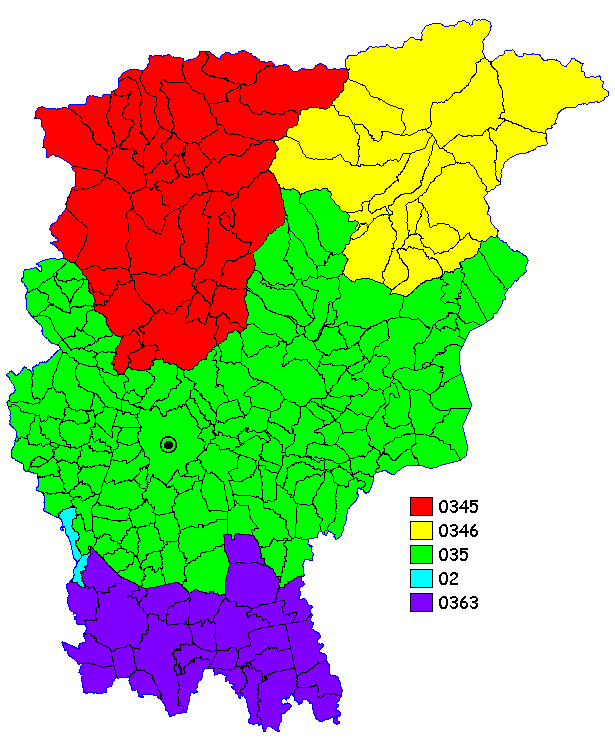
Mappa dei prefissi telefonici nella provincia di Bergamo

0345 è il prefisso telefonico del distretto di San Pellegrino Terme, appartenente al compartimento di Milano.
Il distretto comprende la parte nord-occidentale della provincia di Bergamo e corrisponde grosso modo alla Val Brembana. Confina con i distretti di Sondrio (0342) a nord, di Clusone (0346) a est, di Bergamo (035) a sud e di Lecco (0341) a ovest.

## Aree locali e comuni
Il distretto di San Pellegrino Terme comprende 38 comuni compresi in una singola area locale (nata dall'aggregazione dei 4 preesistenti settori di Branzi, Piazza Brembana, San Pellegrino Terme e Zogno): Algua, Averara, Blello, Bracca, Branzi, Brembilla, Camerata Cornello, Carona, Cassiglio, Cornalba, Costa Serina, Cusio, Dossena, Foppolo, Gerosa, Isola di Fondra, Lenna, Mezzoldo, Moio de' Calvi, Olmo al Brembo, Oltre il Colle, Ornica, Piazza Brembana, Piazzatorre, Piazzolo, Roncobello, San Giovanni Bianco, San Pellegrino Terme, Santa Brigida, Sedrina, Serina, Taleggio, Ubiale Clanezzo, Valleve, Valnegra, Valtorta, Vedeseta e Zogno.